# جويس منصور
كانت جويس منصور المولودة باسم جويس باتريشيا أديس، (25 يوليو 1928 - 27 أغسطس 1986)، كاتبة وشاعرة سريالية مصرية فرنسية. اكتسبت شهرتها كأفضل شاعرة سريالية معروفة، حيث ألفت 16 كتاباً في الشعر، بالإضافة إلى عدد من كتابات النثر والمسرح الهامة.

## سيرتها شخصية
ولدت جويس في بودين، إنجلترا لأبوين مصريين يهوديين وعاشت في تشيشير لمدة شهر قبل أن ينتقل والدايها إلى القاهرة، مصر. وخلال شبابها، برعت جويس كرياضية عداءة ولاعبة قفز عالي. كما أنها تباريت في مسابقات الفروسية.
جاء الاتصال الأول بين جويس والحركة السريالية الباريسية عندما كانت لا تزال تعيش في القاهرة. ثم انتقلت إلى باريس في 1953 وعمرها 20 عاماً. وفي عام 1947، كان زواجها الأول قد انتهى بعد ستة أشهر نتيجة وفاة زوجها وهي بعمر 19 عاماً في 1947. ثم جاء زواجها الثاني من سمير منصور في 1949 وقسم الزوجان وقتهما بين القاهرة وباريس. حيث بدأت جويس بالكتابة باللغة الفرنسية.
وفي عام 1986 توفيت في باريس بمرض السرطان.

## سيرتها المهنية
نشرت جويس أول مجموعتها القصائدية، بعنوان: «صرخات»، في باريس عام 1953. ونشرها لها بيير سيغيرز. تحلل هذه المجموعة القصائدية شخصية الذكر والأنثى بلغة واضحة اعتبرت استثنائية في ذلك الوقت. يمكن أيضاً العثور على أسلوب ديني في هذا العمل. ومع ذلك، فهو عبارة عن محاكاة، تحل فيها صفات المسيح محل صفات الحبيب. كما تحوي «صرخات» إشارات عن الميثولوجيا المصرية أيضاً. حيث تشير جويس إلى الآلهة البيضاء بكونها حتحور.
في عام 1954، انخرطت جويس منصور في الحركة السريالية بعد أن كتب جان لوي بدوين مراجعة نقدية امتح فيها «صرخات» في مجلة الوسيط: التواصل السريالي (Médium: Communication surréaliste) في شهر مايو من نفس العام. وشاركت بنشاط في الموجة السريالية الثانية في باريس. حيث كانت شقتها مكان اجتماع معروف لأعضاء الحركة السريالية. حتى أن جان بينويت صمم أزياء مسرحية «إعدام شهادة الماركيز دي ساد» (L'exécution du testament du Marquis de Sade)، في شقتها.
بعض أعمال جويس صورها عدد من الرسامين مثل بيير أليشينسكي، إنريكو باج، هانز بيلمر، جيراردو شافيز، خورخي كاماتشو، تيد جوانز، بيير مولينييه، رينود دهايزي وماكس والتر سفانبرغ.

## أعمالها

### في الشعر
- « صرخات»، المحرر، سيغيرز، باريس، 1953
- « دموع»، دار نشر طبعات منتصف الليل، باريس، 1955
- « الطيور الجارحة»، المحرر، سيغيرز، باريس، 1960
- « المربع الأبيض»، دار نشر الشمس السوداء، باريس، 1965
- « اللعنات»، المحرر، فيسات، باريس، 1967
- « القضيب والمومياوات»، دار نشر. ديلي بول، 1969
- « النجوم والكوارث»، 1969
- « زهور السندان»، 1970
- « بريديلا أليشينسكي على المحك»، 1973
- « هرج ومرج»، 1976
- « الإشارة إلى الميكانيكي»، 1977
- « الحواس المحظورة»، 1979
- « أبداً العظمى»، 1981
- « ياسمين الشتاء»، 1982
- « اللهب الساكن»، 1985
- « الثقوب السوداء»، دار نشر لا بيير دي ألون، بروكسل، 1986 (صورها الرسام البيروفي الأساسي جيراردو شافيز)

### في النثر
- « النائمون القانعون»، المحرر. جان جاك بافرت، باريس، 1958
- « يوليوس قيصر»، المحرر. بيير سيغرز، باريس، 1956
- « القاع الأزرق»، دار نشر الشمس السوداء، باريس، 1968
- « هذا»، دار نشر الشمس السوداء، باريس، 1970
- « قصص مؤذية»، دار نشر غاليمار، باريس، 1973